# Earl of Barrymore
Earl of Barrymore war ein erblicher britischer Adelstitel in der Peerage of Ireland.
Familiensitz der Earls war Barrymore Castle in Castlelyons im County Cork.

## Verleihung und nachgeordnete Titel

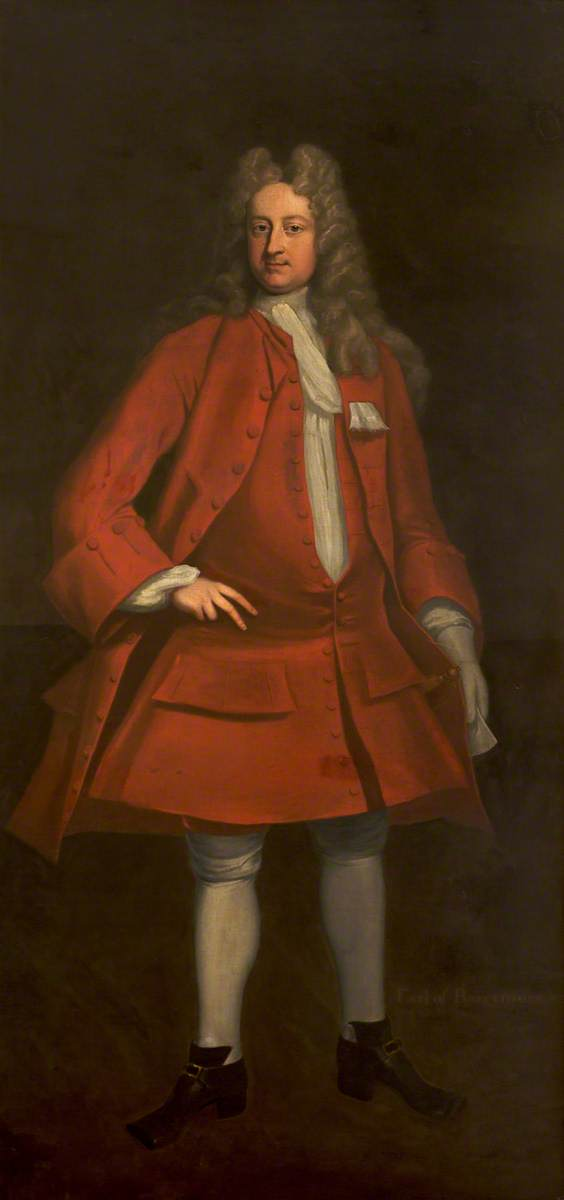
James Barry, 4. Earl of Barrymore

Der Titel wurde am 28. Februar 1628 für David Barry, 6. Viscount Buttevant, geschaffen. Er hatte 1617 von seinem Großvater die fortan nachgeordneten Titel 6. Viscount Buttevant, in the County of Cork, und 19. Baron Barry geerbt. Die Baronie Barry war vermutlich um 1261 seinem Vorfahren David de Barry und die Viscountcy Buttevant vermutlich im Juni 1541 seinem Vorfahren John Barry, 14. Baron Barry, verliehen worden. Alle drei Titel erloschen beim Tod des 8. Earls am 18. Dezember 1823.

## Liste der Titelinhaber

### Barons Barry (um 1261)
- David de Barry, 1. Baron Barry († 1278)
- John Barry, 2. Baron Barry († 1285)
- David Barry, 3. Baron Barry († 1290)
- John Barry, 4. Baron Barry († 1330)
- David Barry, 5. Baron Barry († 1347)
- David Barry, 6. Baron Barry († 1392)
- John Barry, 7. Baron Barry († 1420)
- William Barry, 8. Baron Barry († 1480)
- John Barry, 9. Baron Barry († 1486)
- Thomas de Barry, 10. Baron Barry († 1488)
- William Barry, 11. Baron Barry († 1500)
- John Barry, 12. Baron Barry († 1530)
- John Barry, 13. Baron Barry († 1534)
- John Barry, 14. Baron Barry (1517–1553) (1541 zum Viscount Buttevant erhoben)

### Viscounts Buttevant (1541)
- John Barry, 1. Viscount Buttevant (1517–1553)
- Edmund Barry, 2. Viscount Buttevant († 1556)
- James Barry, 3. Viscount Buttevant († 1557)
- James de Barry, 4. Viscount Buttevant (um 1520–1581)
- David de Barry, 5. Viscount Buttevant († 1617)
- David Barry, 6. Viscount Buttevant (1604–1642) (1628 zum Earl of Barrymore erhoben)

### Earls of Barrymore (1628)
- David Barry, 1. Earl of Barrymore (1604–1642)
- Richard Barry, 2. Earl of Barrymore (1630–1694)
- Laurence Barry, 3. Earl of Barrymore (1664–1699)
- James Barry, 4. Earl of Barrymore (1667–1747)
- James Barry, 5. Earl of Barrymore (1717–1751)
- Richard Barry, 6. Earl of Barrymore (1745–1773)
- Richard Barry, 7. Earl of Barrymore (1769–1793)
- Henry Barry, 8. Earl of Barrymore (1770–1823)